# Artwork (Band)
Artwork ist ein deutsches Musikprojekt um Jochen Schoberth, der auch Chef des Labels Etage-Music ist. Neben vielen weiteren Musikern war auch Oswald Henke an mehreren Artwork-Alben beteiligt. Seit einiger Zeit arbeitet die Band auch unter dem Namen „Bella Donna“. 

## Bandgeschichte
Artwork wurde 1990 von Jochen Schoberth gegründet. Die Band absolvierte vereinzelt Auftritte und beteiligte sich mit der Produktion einer Musik-Compilation an einem lokalen AIDS-Hilfe-Projekt. Anschließend wurde Artwork für zwei Jahre auf Eis gelegt. Nach einem Auftritt der Legendary Pink Dots im Club Etage im November 1992 reanimierte Schoberth das Projekt, um verschiedenen musikalischen Ideen Raum zu bieten.
1996 erschien mit Bella Donna ein Album, das sehr von der Klassik inspiriert war. Im Anschluss an die Veröffentlichung tourte Artwork in rein akustischer Besetzung.
Bis 1998 war Oswald Henke regelmäßig auf Konzerten der Band vertreten. Als Gastmusiker traten u. a. auch Edward Kaspel, Harry Coltello, Dirk Schlömer, Robert Wilcocks und Ralph Heiligtag auf. Matthias Konrad (Bass) und Markus Köstner (Schlagzeug) bildeten die Rhythmussektion.
Im Jahr 2006 erschien II als erstes Album unter dem Namen „Bella Donna“. Neben den Sängern Jan Kunold und Chris Goellnitz tritt bei einem Stück auch Alexander Kaschte auf. 2007 spielte Bella Donna auf dem Wave-Gotik-Treffen vor Untoten und ASP.
Seit 2014 bestreitet Bella Donna in neuer Besetzung einige Liveauftritte.

## Stil
Im Projekt finden sich mittelalterliche Klänge vermischt mit moderner Musik, Rock und klassischem Gesang.

## Diskographie

### Alben
- 1992: Artwork
- 1995: Ergo Vivamus
- 1996: Madremonio
- 1996: Bella Donna
- 1998: Digital Kharma
- 2002: Puppet Fields
- 2004: Exodus (mit Erblast)
- 2007 Inventario
- 2006: II (Als Bella Donna)
- 2010: III (Als "Bella Donna")
- 2019: The Edge (Als "Bella Donna")

### Singles
- Ergo Vivamus (1994)
- Zwei Schritte

Amor Libertatis (unter "Bella Donna")

### Livealben
- 2000: Live

### Sonstiges
- Das Album Puppet Fields enthält eine zusätzliche DVD. Auf dieser DVD ist ein Live Video von dem Stück Liebling der Götter enthalten. Das Lied ist des Weiteren auf der Artwork Live CD erschienen.